# Andrena nanaeformis
Andrena nanaeformis is een vliesvleugelig insect uit de familie Andrenidae. De wetenschappelijke naam van de soort is voor het eerst geldig gepubliceerd in 1925 door Noskiewicz.